# Lijst van NXT Champions
Dit is een chronologische lijst van NXT Champions, een professioneel worstelkampioenschap van WWE en het top kampioenschap van de NXT brand. De titel werd onthuld op 1 juli 2012, nadat NXT Commissioner Dusty Rhodes een 8 man Gold Rush toernooi aankondigde, waarbij 4 worstelaars van NXT en van het hoofrooster werden uitgekozen. Seth Rollins won van Jinder Mahal en bekwam inaugurele NXT Champion.

## Titel geschiedenis
| Nr.            | Worstelaars          | #              | Datum             | Stad                     | Evenement                     | Opmerkingen |
| -------------- | -------------------- | -------------- | ----------------- | ------------------------ | ----------------------------- | --- |
| 1              | Seth Rollins         | 1              | 26 juli 2012      | Winter Park, Florida     | NXT                           | Tijdens de NXT-opnames won Rollins van Jinder Mahal om de eerste NXT Champion ooit te komen. De aflevering werd uitgezonden op 29 augustus 2012. |
| 2              | Big E Langston       | 1              | 6 december 2012   | Winter Park, Florida     | NXT                           | De aflevering werd uitgezonden op 9 januari 2013. |
| 3              | Bo Dallas            | 1              | 23 mei 2013       | Winter Park, Florida     | NXT                           | De aflevering werd uitgezonden op 12 juni 2013. |
| 4              | Adrian Neville       | 1              | 27 februari 2014  | Winter Park, Florida     | NXT Arrival                   | Dit was een ladder match. |
| 5              | Sami Zayn            | 1              | 11 december 2014  | Winter Park, Florida     | NXT TakeOver: R Evolution     | Als Zayn had verloren, zou hij zich vrijwillig NXT verlaten. |
| 6              | Kevin Owens          | 1              | 11 februari 2015  | Winter Park, Florida     | NXT TakeOver: Rival           | Owens versloeg Zayn toen de scheidsrechter besloot dat Zayn niet meer door kon gaan. |
| 7              | Finn Bálor           | 1              | 4 juli 2015       | Sumida, Japan            | The Beast In The East         | Bálor is de eerste NXT superster die de titel buiten de Verenigde Staten en Winter Park, Florida wist te winnen, in tegenstelling tot de vorige 6 kampioenen. |
| 8              | Samoa Joe            | 1              | 21 april 2016     | Lowell, Massachusetts    | House show                    | [ 9 ] |
| 9              | Shinsuke Nakamura    | 1              | 20 augustus 2016  | Brooklyn, New York       | NXT TakeOver: Brooklyn II     | [ 10 ] |
| 10             | Samoa Joe            | 2              | 19 november 2016  | Toronto, Ontario, Canada | NXT TakeOver: Toronto         | Samoa Joe is de eerste worstelaar die de titel meerdere malen wint. |
| 11             | Shinsuke Nakamura    | 2              | 3 december 2016   | Osaka, Japan             | NXT                           | [ 12 ] |
| 12             | Bobby Roode          | 1              | 28 januari 2017   | San Antonio, Texas       | NXT TakeOver: San Antonio     | Roode won de match van Nakamura en werd zo de nieuwe titelhouder. Toen hij zijn titel succesvol verdedigde tegen Shinsuke Nakamura, kreeg hij de nieuwe NXT Championship. |
| 13             | Drew McIntyre        | 1              | 19 augustus 2017  | Brooklyn, New York       | NXT TakeOver: Brooklyn III    | [ 14 ] |
| 14             | Andrade 'Cien' Almas | 1              | 18 november 2017  | Houston, Texas           | NXT TakeOver: WarGames        | Almas won de match nadat McIntyre geblesseerd raakte aan zijn biceps. |
| 15             | Aleister Black       | 1              | 7 april 2017      | New Orleans, Louisiana   | NXT TakeOver: New Orleans     | [ 16 ] |
| 16             | Tommaso Ciampa       | 1              | 18 juli 2017      | Winter Park, Florida     | NXT                           | [ 17 ] |
| Vacant gesteld | Vacant gesteld       | Vacant gesteld | 13 maart 2019     | Winter Park, Florida     | NXT                           | De titel was vacant gesteld, omdat Ciampa een nek operatie nodig had. Uitgezonden op 20 maart 2019. |
| 17             | Johnny Gargano       | 1              | 5 april 2019      | Brooklyn, New York       | NXT TakeOver: New York        | Won van Adam Cole in 2-out-of-3 falls match. |
| 18             | Adam Cole            | 1              | 1 juni 2019       | Bridgeport, Connecticut  | NXT TakeOver: XXV             | [ 19 ] |
| 19             | Keith Lee            | 1              | 1 juli 2020       | Winter Park, Florida     | The Great American Bash       | Dit was een Winner Takes All match waar het NXT North American Championship ook op het spel stond. |
| 20             | Karrion Kross        | 1              | 22 augustus 2020  | Winter Park, Florida     | NXT TakeOver XXX              | [ 21 ] |
| Vacant gesteld | Vacant gesteld       | Vacant gesteld | 26 augustus 2020  | Winter Park, Florida     | NXT                           | Karrion Kross gaf zijn titel af vanwege een gescheiden schouder tijdens zijn wedstrijd bij het evenement TakeOver XXX. |
| 21             | Finn Bálor           | 2              | 8 september 2020  | Winter Park, Florida     | NXT Super Tuesday II          | Dit was een 60-minuten Iron Man match tussen Balór, Adam Cole, Tommaso Ciampa en Johnny Gargano. De wedstrijd eindigde in een gelijkspel tussen Balór en Cole. De week erna werd een wedstrijd georganiseerd voor de twee overgebleven dat werd aangekondigd door NXT General Manger William Regal. |
| 22             | Karrion Kross        | 2              | 8 april 2021      | Orlando, Florida         | NXT TakeOver: Stand & Deliver | [ 23 ] |
| 23             | Samoa Joe            | 3              | 22 augustus 2021  | Orlando, Florida         | NXT TakeOver 36               | [ 24 ] |
| Vacant gesteld | Vacant gesteld       | Vacant gesteld | 12 september 2021 | N.V.T.                   | N.V.T.                        | Samoa Joe stelde de titel vacant wegens een onbekende blessure. |
| 24             | Tommaso Ciampa       | 1              | 14 september 2021 | Orlando, Florida         | NXT 2.0                       | Dit was een fatal 4-way wedstrijd waar LA Knight, Pete Dunne en Von Wagner ook bij betrokken waren. |